# Desigualtat d'Abel
En matemàtiques, la desigualtat d'Abel, anomenada amb el nom de Niels Henrik Abel, proporciona una connexió simple al valor absolut del producte interior de dos vectors en un cas especial important.

## Descripció matemàtica
Sigui {a1, a₂,...} una seqüència de nombres reals que sigui no-creixent o no-decreixent i sigui {b1, b₂,...} una seqüència de nombres reals o complexos.
Si {an} és no-decreixent, tenim
{\displaystyle \left|\sum _{k=1}^{n}a_{k}b_{k}\right|\leq \operatorname {max} _{k=1,\dots ,n}|B_{k}|(|a_{n}|+a_{n}-a_{1}),}
i si {an} és no-creixent, tenim
{\displaystyle \left|\sum _{k=1}^{n}a_{k}b_{k}\right|\leq \operatorname {max} _{k=1,\dots ,n}|B_{k}|(|a_{n}|-a_{n}+a_{1}),}
on
{\displaystyle B_{k}=b_{1}+\cdots +b_{k}.}
En particular, si la seqüència {an} és no-creixent i no-negatiu, tenim
{\displaystyle \left|\sum _{k=1}^{n}a_{k}b_{k}\right|\leq \operatorname {max} _{k=1,\dots ,n}|B_{k}|a_{1},}

## Relació amb la transformació d'Abel
La desigualtat d'Abel es deriva fàcilment de la transformació d'Abel, que és la versió discreta de la integració per parts: Si {a1, a₂, ...} i {b1, b₂, ...} són seqüències de nombres reals o complexos, tenimr
{\displaystyle \sum _{k=1}^{n}a_{k}b_{k}=a_{n}B_{n}-\sum _{k=1}^{n-1}B_{k}(a_{k+1}-a_{k}).}